# Edertal
Edertal település Németországban, Hessen tartományban. Lakosainak száma 6284 fő (2023. december 31.).

## Népesség
A település népességének változása:
| Lakosok száma | 6292 | 6301 | 6242 | 6211 | 6220 | 6284 |
|               | 2015 | 2017 | 2019 | 2021 | 2022 | 2023 |